# Ебенгольц
47°09′ пн. ш. 9°31′ сх. д. / 47.150° пн. ш. 9.517° сх. д.
Ебенгольц — село в Ліхтенштейні. Розташоване в муніципалітеті Вадуц, у центральній частині країни на північ від столиці.
Назва в перекладі з німецької означає чорне дерево.
У селі є початкова школа.
На території села знаходилася велика бавовняна фабрика компанії «Jenny, Spoerry & Cie», яка зачинилася 1992 року, а її будівлю передали Університету Ліхтенштейну.

Бавовняна фабрика в 1920-ті - 1930-ті роки
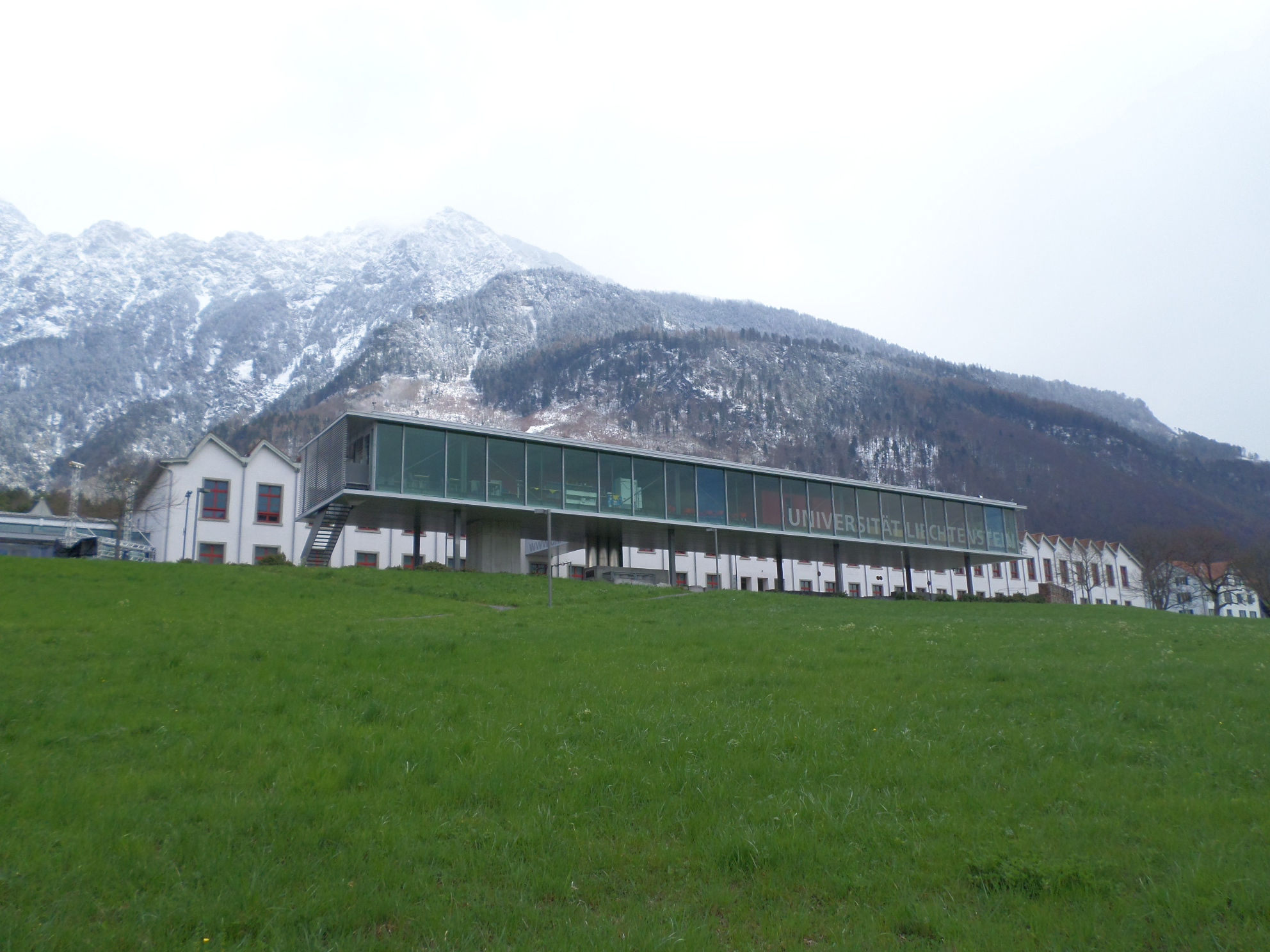
Сучасний вигляд Університету Ліхтенштейну